# Krankenhausseelsorge
Die Krankenhausseelsorge (auch Klinikseelsorge) ist die Seelsorge von Kirchen innerhalb von Krankenhäusern. In Deutschland wird diese Form von hauptamtlichen Seelsorgern, wie Pfarrern, Diakonen, Pastoralreferenten und Gemeindereferenten oder von ehrenamtlichen Krankenhausseelsorgern, die dafür qualifiziert worden sind, ausgeübt. Krankenhausseelsorge richtet sich an Patienten und Mitarbeiter der Krankenhäuser. In Zusammenhang mit der Corona-Pandemie stellen sich hier besondere Probleme.

## Spezielle Qualifikationen in diesem Arbeitsfeld
Die Krankenhausseelsorge ist mit vielen Weiterbildungen verbunden, da das Themengebiet sehr umfangreich ist. Sie erfordert eine dem Spezialgebiet und den Anforderungen entsprechende Ausbildung und kontinuierliche begleitende Supervision. Spezielle pastoralpsychologische Seminare, die sich der Krankenhausseelsorge widmen, sind inzwischen für Absolventen des Diplomstudiengangs katholische Theologie in Deutschland obligatorischer Bestandteil der Ausbildung.
Eine wichtige Form der Fortbildung – nicht nur – für dieses Arbeitsfeld stellt die Klinische Seelsorgeausbildung dar. Daneben gibt es für spezielle Einsatz- und Themenfelder weitere qualifizierende Fortbildungen, so zum Beispiel für die Seelsorge in Kinderkliniken, mit „Menschen in verändertem Bewusstseinszustand“ – etwa auf Intensivstationen, in der Psychiatrie oder in der Geriatrie –, in palliativem Kontext als Spiritual Care oder für die Ethikberatung im klinischen Kontext, beispielsweise in Ethikkommissionen.

## Rechtliche Rahmenbedingungen
In Deutschland ist die Krankenhausseelsorge („Anstaltsseelsorge“) in der Verfassung garantiert (Art. 140 GG in Verbindung mit Art. 141 WRV). Es handelt sich um eine gemeinsame Aufgabe von Staat und Religionsgemeinschaften. Eine res mixta wie auch die Militärseelsorge und andere. Die Seelsorger sind in der Regel Beamte auf Zeit.